# Instituto de Patologia e Imunologia Molecular da Universidade do Porto
O Instituto de Patologia e Imunologia Molecular da Universidade do Porto (sigla: IPATIMUP) é uma instituição portuguesa sem fins lucrativos de utilidade pública dedicada à investigação nas ciências da saúde. É um Laboratório Associado da Universidade do Porto, desde 23 de Novembro de 2000, sendo chefiada pelo investigador Manuel Sobrinho Simões. 
As grandes linhas de acção da instituição são: a prevenção e o diagnóstico precoce do cancro gástrico precoce ou lesões, diagnóstico e melhoria da qualidade da neoplasia maligna e lesões pré-malignas. Os inúmeros artigos publicados e resultados importantes relacionados ao cancro gástrico e esofagal, tornam este, uma das instituições de investigação relacionada com o cancro mais notáveis em Portugal e na Europa. Mas como uma instituição científico-pedagógica, os seus principais objetivos são: 
- investigação na patologia humana, especificamente oncobiologia (cancro);
- formação de estudantes graduados, técnicos e especialistas em Patologia;
- compartilhar o conhecimento científico e pedagógico com a população geral;
- proporcionar conhecimentos técnicos sofisticados de diagnóstico e de investigação da Patologia, Oncobiologia e Genética.